# Mark Bagley
Mark Bagley ( /ˈbægli/; Fráncfort, Alemania Occidental, 7 de agosto de 1957) es un historietista estadounidense. Ha trabajado para Marvel Comics en títulos como The Amazing Spider-Man, Thunderbolts , Nuevos Guerreros y Ultimate Spider-Man y para DC Comics en Justice League of America, Batman y Trinity.

## Carrera
Mark Bagley nació en Fráncfort del Meno, Alemania Occidental, en el seno de una familia de tradición militar destinada a una base americana de esta ciudad. Siguiendo la tradición familiar se enlistó en el ejército a los dieciocho años y después ingresó el Ringling College of Art and Design, un instituto de educación superior de Sarasota, Florida. Para sustentarse trabajaba algún tiempo en la construcción, donde un día se lesionó gravemente en su pierna mientras usaba una sierra de mano.
Aficionado al cómic desde pequeño, Bagley intento sin éxito durante todos estos años hacerse hueco en la industria. En cambio, al graduarse de los estudios de arte, terminó trabajando como dibujante técnico para Lockheed Martin.

### Marvel Comics
En 1983, con el fin de atraer a nuevos talentos a la industria del cómic, el editor en jefe de Marvel Comics, Jim Shooter, lanzó Marvel Try-out Book, un concurso que consistía en un libro de cómic deconstruido que los concursantes debían completar. El ganador del concurso sería empleado por Marvel como historietista profesional. Bagley, que con veintisiete años casi había renunciado a encontrar trabajo en la industria del cómic, llevando ya tiempo trabajando para Lockheed Martin y residiendo en Marietta, Georgia, se mostró al principio reacio a participar en el concurso debido al precio del libro del concurso que los propios concursantes debían costear. Su amigo, el periodista y también historietista Cliff Biggers, le regaló el libro convenciéndole para que participara en el concurso. Bagley ganó el primer puesto en dibujo, por delante de miles de otros aspirantes, pero a pesar de las condiciones del concurso no tuvo noticias de Marvel durante varios meses. Solo después de acercarse a Shooter en una convención de cómics, fue asignado a una serie de trabajos de dibujo de bajo perfil. Su trabajo durante este período incluyó Visionarios, un cómic basado en una línea de juguetes de la década de 1980, varios títulos de la línea Nuevo Universo, historias de respaldo para Capitán América, y la primera serie de Marvel Universe Cards.
En 1989, Tom DeFalco y Ron Frenz crearon un equipo de superhéroes adolescentes llamado New Warriors. Al año siguiente, Marvel lanzó una nueva serie basada en estos héroes y asignó a Bagley y al escritor Fabian Nicieza al título. Bagley permaneció en el título hasta el #25, momento en el que se fue para hacer la transición directamente a The Amazing Spider-Man.
Cuando Erik Larsen dejó The Amazing Spider-Man en 1991, Bagley fue asignado al título. Él y David Michelinie presentaron al personaje de Carnage en The Amazing Spider-Man #361 (abril de 1992) y produjeron la serie limitada Venom:Lethal Protector en 1993. Aunque no fue el primer artista en dibujar a Venom o Eddie Brock, la versión de Bagley de ambos personajes son ampliamente considerados por los fanáticos como las versiones más populares de ellos. Bagley fue uno de los artistas de "Maximum Carnage" y "Clone Saga" historias que recorrieron los títulos de Spider-Man. La obra de arte de Bagley se utilizó ampliamente para material con licencia, apareciendo en todo, desde platos y tazas hasta tarjetas de crédito e incluso videojuegos como The Amazing Spider-Man:Lethal Foes lanzado exclusivamente en Japón. En 2012, Comic Book Resources clasificó a Bagley en cuarto lugar en su lista de los "50 mejores creadores de Spider-Man".
En 1997, Bagley colaboró con el escritor Kurt Busiek en un nuevo equipo de superhéroes, los Thunderbolts, un grupo de supervillanos disfrazados de superhéroes, y la página final del primer número de la serie revela que los Thunderbolts eran en realidad los Masters of Evil, un giro sorpresa cuidadosamente guardado por Marvel.
En 2000, el entonces editor de Marvel, Bill Jemas, buscaba relanzar las franquicias principales de Marvel de una manera que las hiciera accesibles a los lectores más nuevos. Ultimate Spider-Man sería un título que inició el mito de Spider-Man desde el principio ambientado en los tiempos modernos. Bagley fue asignado a Ultimate Spider-Man con el escritor Brian Michael Bendis. La asociación Bendis/Bagley de 111 números consecutivos convirtió su asociación en una de las más largas en la historia del cómic estadounidense, y la más larga de un equipo creativo de Marvel, superando a Stan Lee y Jack Kirby en Fantastic Four. Bagley colaboró con Bendis en The Pulse.y un arco de cuatro números sobre Mighty.
La larga y exitosa carrera de Bagley en Ultimate Spider-Man le valió el reconocimiento entre los diez mejores artistas de la revista Wizard de la década de 2000 en Wizard #219. En el puesto número 2 de la lista, el escritor del artículo Mark Allen Haverty señaló de Bagley, "ningún otro artista se acercó a la cantidad de cómics que Bagley vendió [en la década de 2000], ni al número de los 20 mejores cómics de los que formó parte".

### DC Comics
En 2008, Bagley firmó un contrato exclusivo de tres años con DC Comics. Su primera asignación como exclusiva de DC, la serie semanal Trinity escrita por Kurt Busiek contó con Superman, Batman y Wonder Woman.
Bagley dibujó cuatro números de Batman, escritos por Judd Winick. Esto fue en el mundo posterior a la Batalla por la Capucha, con Dick Grayson asumiendo el cargo de Caballero Oscuro. Bagley luego se asoció con el escritor James Robinson en Justice League of America, dibujando desde el número 38 al 53.

### Regreso a Marvel
En 2011, Bagley dejó DC y regresó a Marvel y Ultimate Spider-Man. Se reunió con el escritor Brian Michael Bendis y dibujó el arco de "La muerte de Spider-Man " en los números 156-160. Cuando comenzó el sello Ultimate junto con Bendis, también fue llamado para Cataclysm, Ultimate End (que terminó con el sello) y las últimas páginas de Spider-Man II (que estableció su regreso). Bagley y Bendis se unieron para una serie propiedad de un creador, Brilliant, que se publicó a través de Marvel's Icon Comics Imprint. Tiene similitudes con el propio ícono del cómic de Mark Millar, Kick-Ass., ya que explora la idea de que los superhéroes existen en el mundo real, sin embargo, a diferencia de Kick-Ass, los personajes tienen superpoderes
Brian Michael Bendis y Bagley trabajaron en Avengers Assemble, un título de Avengers producido simultáneamente con Brilliant. Para diferenciar entre otros títulos de los Vengadores, Assemble consistió en la lista presente en la película Vengadores, pero ambientada en la continuidad actual de Marvel.
Como parte de la iniciativa Marvel NOW!, Bagley, junto al escritor Matt Fraction, realizaron la serie de Los Cuatro Fantásticos en 2012.  Posteriormente, en 2014, colaboró al lado de Mark Waid en una serie de Hulk.
A fines de 2017, Bagley regresó a Venom con el número 155, "Lethal Protector", escrito por Mike Costa. Este breve regreso duró solo cuatro números.

## Peculiaridades del arte
Según Bagley, dibujar escenas de multitudes es su "punto débil", porque se agota con ellas y le resulta difícil representarlas de manera oportuna. No le gusta dibujar al Capitán América.

## Vida personal
Bagley y su esposa Pattie tienen una hija llamada Angie.

### DC Comics
- Batman #688–691 (2009)
- DCU Halloween Special '09 #1 (2009)
- Justice League of America vol. 2 #38–48, 50–53 (2009–2011)
- Justice League: Cry for Justice (2009)
- Justice Society of America #41–42 (2010)
- Power Company Sapphire #1 (2002)
- Spider-Man and Batman: Disordered Minds #1(1995)
- Superboy vol. 4 #77 (2000)
- Superman 80-Page Giant #3 (2000)
- Trinity #1–52 (2008–2009)

### Marvel Comics
- All-New X-Men vol. 2 #1–19 (2015–2017)
- Alpha Flight #86 (1990)
- The Amazing Scarlet Spider #1-2 (1995)
- The Amazing Spider-Man #345, 351–358, 361-365, 368-375, 378-404, 407-415, 789 (1991-1996, 2017)
- The Amazing Spider-Man vol. 5 #45, 48-49, 53 (2020-2021)
- The Amazing Spider-Man Annual #22-23 (1988-1989)
- Avengers Annual #18 (1989)
- Avengers Assemble #1–8 (2012)
- Avengers Two: Wonder Man & Beast #1-3 (2000)
- Ben Reilly: The Scarlet Spider #1-5 (2017)
- Brilliant #1-5 (2011-2012)
- Capitán América #366-369, 371-383, 385, Annual #9 (1990-1991)
- Capitán America/Citizen V '98 #1 (1999)
- Cataclysm: The Ultimates' Last Stand (2013)
- Daredevil #283, Annual #5 (1989-1990)
- Fantastic Four #351 (191)
- Fantastic Four vol. 3 #51-54 (2002)
- Fantastic Four vol. 4 #1–13, #5AU (2013)
- Fear Itself: The Fearless #1–12 (2011-2012)
- Hawkeye: Earth's Mightiest Marksman #1 (1998)
- Heroes Reborn: Young Allies #1 (2000)
- Hulk vol. 3 #1-16, Anual #1 (2014-2015)
- Hulk (película) #1 (2003)
- Iron Man vol. 3 #21 (1999)
- Iron Man Anual #10 (1989)
- Marc Spector: Moon Knight #25 (1991)
- Marvel Comics Presents #43, 97, 124 (1990-1993)
- The Mighty Avengers #7–11 (2008)
- Moment of Silence #1 (2002)
- New Mutants Annual #5 (1989)
- The New Warriors #1–25, Annual #1 (1990-1992)
- Night Thrasher #1 (1993)
- Nightmask #9-10, 12 (1987)
- Psi-Force #20, 24 (1988)
- The Pulse #1–5 (2004)
- Punisher Annual #2 (1989)
- Quicksilver #3 (1998)
- RoboCop 2 #1 (adaptación cinematográfica) (1990)
- Silver Surfer Annual #2 (1989)
- The Spectacular Spider-Man Anual #8–9 (1988–1989)
- Spider-Man #26 (1992)
- Spider-Man Unlimited #1–2 (1993)
- Stan Lee Meets Doctor Strange #1 (2006)
- Star Brand #10 (1987)
- Star Trek: Mirror Mirror #1 (1997)
- Strikeforce: Morituri #23, 26–30 (1988–1989)
- Strikeforce Morituri: Electric Undertow #1–5 (1989–1990)
- Tales of the Marvel Universe #1 (1997)
- Thor Annual #14 (1989)
- Thunderbolts #1–6, 8–44, 46–48, 50–51, 59, 66, 68, 72, 74, #0, Annual 1997 and 2000 (1997–2003)
- Ultimate End #1-5 (2015)
- Ultimate Iron Man #5 (con Andy Kubert) (2006)
- Ultimate Spider-Man #1–111, 156–160, Super Special #1 (2000–2011)
- Ultimate Comics Fallout #1, 6 (2011)
- Uncanny X-Men #488 (2007)
- Venom: Lethal Protector #1–3 (1993)
- Venom Super Special #1 (1995)
- Venom vol. 3 #155-158 (2017)
- Venom vol. 4 #21-25 (2020)
- Visionaries #1–6 (1987–1988)
- Web of Spider-Man #51, 53, Annual #5 (1989)
- West Coast Avengers Annual #4 (1989)
- What If...? vol. 2 #4 (1989)
- X-Factor vol. 2 #21 (2007)
- X-Factor Annual #4 (1989)
- X-Men Annual #13 (1989)